# PTRF
PTRF‏ (Caveolae associated protein 1) هوَ بروتين يُشَفر بواسطة جين PTRF في الإنسان.